# Januar 1949
Portal Geschichte | Portal Biografien | Aktuelle Ereignisse | Jahreskalender | Tagesartikel

◄ |
19. Jahrhundert |
20. Jahrhundert
| 21. Jahrhundert

◄ |
1910er |
1920er |
1930er |
1940er
| 1950er | 1960er | 1970er | ►

◄ |
1945 |
1946 |
1947 |
1948 |
1949
| 1950 | 1951 | 1952 | 1953 | ►

◄ |
Oktober 1948 |
November 1948 |
Dezember 1948 |
Januar 1949 |
Februar 1949 |
März 1949 |
April 1949 |
►
Dieser Artikel behandelt tagesbezogene Nachrichten und Ereignisse im Januar 1949.

## Tagesgeschehen

### Samstag, 1. Januar
- Indien und Pakistan: beide Staaten vereinbaren einen Waffenstillstand zur Beilegung des Konflikts um Gebiete in Kaschmir.
- Orissa: Der Fürstenstaat Mayurbhanj (Teil der Eastern States Union) verschmilzt mit dem späteren indischen Bundesstaat Orissa.
- Schweiz: Ernst Nobs wird turnusgemäß Bundespräsident der Schweiz.
- Österreich: erhält von Großbritannien in dessen Besatzungszone die Kontrolle über die Grenze zu Italien zurück

### Sonntag, 2. Januar
- Südkorea: Die neue Regierung wird von den USA diplomatisch anerkannt.

### Freitag, 7. Januar
- USA: Dean Acheson wird nach George C. Marshall US-Außenminister.

### Montag, 10. Januar
- München: Erich D. von Drygalski (* 1865; Geograph und Polarforscher) gestorben

### Samstag, 15. Januar 1949
- Sirohi: einer der Fürstenstaaten der Rajputen, schließt sich der indischen Union an.

### Donnerstag, 20. Januar
- USA: Der 1948 wiedergewählte US-Präsident Harry S. Truman wird für seine zweite Amtszeit vereidigt.

### Dienstag, 25. Januar
- Israel: Wahlen zur ersten Knesset
- Moskau: Gründung des Rats für gegenseitige Wirtschaftshilfe (Comecon) durch zunächst sechs Staaten.
- Hollywood: Erstmals werden Emmy Awards vergeben.

### Freitag, 28. Januar
- Paris: die Schweiz wird Mitglied in der UNESCO

- Stuttgart, 28.–30.: Gründung der ehemaligen Gewerkschaft Öffentliche Dienste, Transport und Verkehr (ÖTV, Nachfolgerin ist VerDi)

### Montag, 31. Januar
- China: Truppen der Volksbefreiungsarmee besetzen Peking; die Stadt, bislang Beiping genannt, wird offiziell in Beijing umbenannt.